# Andreas Klöden
Andreas Klöden (Mittweida, 1975. június 22. –) német profi kerékpáros. Német bajnok, világbajnoki harmadik helyezett versenyző. Kétszer volt második a Tour de France összetett versenyében, valamint szakaszt is nyert.
2013-ban visszavonult a versenyzéstől.

## Sikerei
1998
- Tour de Normandie
  - 1., Prológ

1999
- Volta ao Algarve
  - 1., 3. szakasz
- Vuelta Espana
  - 62., Összetett versenyben

2000
- Párizs-Nizza
  -  Összetett verseny győztese
  - 1., 7. szakasz
- Vuelta al País Vasco
  -  Összetett verseny győztese
  - 1., 2. szakasz
- Sidney Nyári Olimpia
  -  3. hely

2001
- Tour de France
  - 26., Összetett versenyben

2004
- Tour de France
  - 2., Összetett versenyben
  - 2., 10. szakasz
  - 2., 17. szakasz
  - 2., 19. szakasz (Egyéni időfutam)
  - 3., 12. szakasz
  - 3., 16. szakasz
  - 4., 13. szakasz
  - 4., 15. szakasz
- Német országúti-bajnokság mezőnyverseny
  -  1. hely

2005
- Bayern-Rundfahrt
  - 1., 5. szakasz
- Tour de France
  - 2., 8. szakasz
  - 3., 4. szakasz (Csapatidőfutam)

2006
- Regio-Tour
  -  Összetett verseny győztese
- Tour de France
  - 2., Összetett versenyben
  - 2., 19. szakasz (Egyéni időfutam)
  - 4., 18. szakasz
  - 5., 15. szakasz
  - 5., 16. szakasz

2007
- Tirreno-Adriatico
  -  Összetett verseny győztese
  - 2., 5. szakasz
  - 3., 3. szakasz
- Tour de France
  - 2., Prológ
  - 2., 13. szakasz (Egyéni időfutam)

2008
- Tour de Romandie
  -  Összetett verseny győztese
  - 1., 3. szakasz (Egyéni időfutam)
- Giro d’Italia
  - 3., 10. szakasz (Egyéni időfutam)
- Tour de Suisse
  - 2., Összetett versenyben
  - 2., 6. szakasz
  - 3., 8. szakasz (Egyéni időfutam)
- Vuelta Espana
  - 20., Összetett versenyben

2009
- Tirreno–Adriatico
  - 3., Összetett versenyben
  - 1., 5. szakasz (Egyéni időfutam)
- Tour de Luxemburg
  - 2., Összetett versenyben
  - 2., 3. szakasz
- Tour de France
  - 6., Összetett versenyben
  - 1., 4. szakasz (Csapatidőfutam)
  - 4., 1. szakasz (Egyéni időfutam)
  - 6., 17. szakasz

2010
- Tour de France
  - 14., Összetett versenyben
  - 7., 12. szakasz

2011
- Párizs–Nizza
  - 2., Összetett versenyben
  - 1., 5. szakasz
- Criterium International
  - 1., 3. szakasz (Egyéni időfutam)
- Vuelta al País Vasco
  -  Összetett verseny győztese
  -  Pontverseny győztese
  - 2., 2. szakasz
  - 2., 4. szakasz
  - 2., 6. szakasz (Egyéni időfutam)
  - 3., 1. szakasz
- Giro del Trentino
  - 1., 1. szakasz (Egyéni időfutam)